# Оптимальное решение
Оптимальное (от лат. optimus — наилучшее) решение — решение, которое по тем или иным признакам предпочтительнее других.
В технике оптимальный (вариант, решение, выбор и т. д.) — наилучший (вариант, решение, выбор, …) среди допустимых при наличии правила предпочтения одного другому. Такое правило называется критерием оптимальности, а мерой предпочтения будут служить показатели качества. Можно говорить об оптимальном варианте только при удовлетворении двух условий:
1. наличия хотя бы одного критерия,
2. наличия не менее двух сравниваемых вариантов (необходимость осуществления выбора).

Каждый выбор лучшего варианта конкретен, поскольку производится на соответствие определённым критериям. Следовательно, говоря об оптимальном варианте, всегда нужно указывать эти критерии (то есть «оптимальный по …»). И то, что может быть оптимальным при одном критерии, не обязательно будет таковым при другом. Например, сцена, «оптимальная по площади», не обязательно будет «оптимальной по акустике».
Оптимальное решение является результатом одного из видов выбора (критериального выбора). Изучением проблем, связанных с выбором оптимальных решений, занимаются теория исследования операций и теория принятия решений.